# Gareelsteek
Een gareelsteek of artillerieknoop is een knoop die bedoeld is om in een touw een niet-schuivende lus te maken. Hij wordt voornamelijk gebruikt voor het maken van een touwladder en bij het opzetten van een breiwerk. De knoop kan in alle richtingen belast worden zonder dat hij zijn vorm verliest en is verwant met de middenmansknoop. In tegenstelling tot de middenmansknoop kan deze knoop vrij makkelijk afglijden als er hard aan de uiteinden van het touw wordt getrokken of als het touw glad is.